# Приват
«Приват» — одна з найбільших українських фінансово-промислових груп. Власниками групи «Приват» є Геннадій Боголюбов, Ігор Коломойський і Олексій Мартинов. Боголюбов займається банківською стороною бізнесу, а Коломойський — металургійними підприємствами. У групу «Приват» напряму або опосередковано входить понад 100 підприємств в Україні та світі.
Група «Приват» не є офіційно зареєстрованою, тобто вона не виступає як юридична особа, однак часто згадується у ЗМІ як неофіційне об'єднання усіх бізнесів її власників.

## Історія
У 1990 році випускники дніпровських вузів, Геннадій Боголюбов, Ігор Коломойський і Олексій Мартинов, створили перший спільний бізнес: Боголюбов і Коломойський закуповували оргтехніку в Москві, а Мартинов займався її збутом у Дніпрі. Після розпаду СРСР друзі повернулися в Дніпро і зайнялися імпортом різних товарів — від кросівок і спортивних костюмів до телефонів. На цьому етапі у них з'явився четвертий партнер, син крупного радянського підприємця Леонід Милославський. Кожному з партнерів належало по 25 % у загальному бізнесі.
Щоб оплачувати імпортні товари, партнери налагодили експорт металопродукції, цим займався Коломойський. Незабаром вони усвідомили, що торгувати металом вигідніше, а потім почали займатися імпортом нафтопродуктів і почали скуповувати об'єкти для їх зберігання і транспортування. Також вони зайнялися феросплавним напрямком: група постачала паливо на Орджонікідзевський ГЗК, отримуючи натомість марганцеву руду та відправляючи її на експорт; за цей напрямок відповідав Мартинов.
У 1992 році колишній керівник дніпропетровського комсомолу Сергій Тігіпко запропонував Милославському створити банк. Коломойському спочатку не сподобалася ця ідея, але в підсумку він погодився. У березні 1992 року чотири компанії — ТОВ «Віст», ТОВ «Сентоза», ТОВ «Сом» і ЗАТ «Приват-інтертрейдинг» — створили ЗАТ КБ «Приватбанк». Тігіпко став головою правління, а Милославський очолив наглядову раду. На відміну від держбанків, «Приват» охоче обслуговував приватних підприємців. Ключовою ланкою в бізнесі групи «Приватбанк» став у 1995-му, включившись у ваучерну приватизацію.
Акумулювавши 1,2 млн сертифікатів (2,3 % від їх загальної кількості), банк почав купувати пакети акцій металургійних підприємств. Першим підприємством, чиї акції «Приват» отримав в обмін на сертифікати, став Дніпропетровський метизний завод. За допомогою ваучерів «Приват» увійшов у капітал і встановив операційний контроль над Нікопольським заводом феросплавів, Орджонікідзевським і Марганецьким ГЗК.
Геннадій Боголюбов пізніше визнавав, що «Привату» доводилося домовлятися з губернатором Дніпропетровської області Павлом Лазаренком. Так, у 1996 році на його водія, Леоніда Гадяцького, було переписано 16,7 % ключової компанії «Привата» — «Сентоза Лтд», 14 % акцій фірми «Солм», яка володіла третю «Приватбанку», і як мінімум 1 % «Приват-Інтертрейдінгу».
У 1997 році вже прем'єр-міністр Лазаренко був відправлений у відставку, а Милославський помер від серцевого нападу на відпочинку в Австрії. Частку Милославського успадкувала його дочка Маріанна, яка тільки закінчувала школу.
У 1999—2003 роках структури «Привату» скупили на відкритому ринку близько 40 % акцій «Укрнафти», контрольний пакет залишався в уряду. Завдяки знайомству Коломойського з братами Григорієм і Ігорем Суркісами і Віктором Медведчуком, голова правління компанії був зміщений і замінений ставлеником Коломойського.
У 2000 році за допомогою Геннадія Корбана «Приват» зміг встановити контроль над коксохімічним заводом імені Калініна, власник якого не йшов на співпрацю з групою. Корбан, чия компанія вела реєстр акціонерів коксохіму, через суди анулював угоди, що дозволили його власнику зібрати контрольний пакет акцій.
Наприкінці 1990-х Ігор Коломойський і Віктор Пінчук, які володіли великими пакетами акцій НЗФ, ОГЗК і МГЗК, домовилися про спільну роботу на феросплавному ринку, але незабаром розсварилися. У 2003 році Пінчук придбав контрольний пакет НЗФ у ході торгів, до яких нікого більше не допустили. Після зміни влади, в 2006 році, Пінчук поступився контролем над НЗФ і отримав натомість 25 % у феросплавному бізнесі «Привату».
Наприкінці 2007 року Коломойський продав компанії «Євраз» контрольні пакети акцій шести металургійних підприємств. «Приват» отримав як оплату 1 млрд доларів і 9,72 % акцій «Євразу». Однак через два роки Боголюбова вивели зі складу ради директорів «Євразу».

## Активи

### Металургія
«Приват-інтертрейдинг» контролює Орджонікідзевський, Марганецький, Південний (разом з російською «Смарт-Груп») гірничо-збагачувальні комбінати. У металургії контролює Дніпропетровський металургійний завод ім. Комінтерну, (до 2007 р.) Дніпропетровський металургійний комбінат ім. Петровського, а також Нікопольський феросплавний завод, Стахановський феросплавний завод, Запорізький феросплавний завод і російський Алапаєвський металургійний завод.
Наприкінці 2007 року «Приват» завершив операцію з продажу російській групі «Євраз» своїх металургійних активів: гірничо-збагачувального комбінату «Суха балка», Дніпропетровського металургійного заводу імені Петровського і трьох коксохімів (Дніпродзержинський коксохімічний завод, «Баглійкокс», «Дніпрококс»).

### Паливна промисловість
Коломойський є великим акціонером «Укрнафти» (42 % акцій в 2008 році). В кінці грудня 2007 року «Приват» придбав 12,62 % акцій британської нафтогазовидобувної компанії JKX Oil & Gas, близько 80 % нафтогазових активів якої розташовані в Україні.
Також група володіє кількома дрібнішими мережами АЗК.

### Машинобудування
У машинобудуванні «Приват» контролює Одеський машинобудівний завод «Червона гвардія» та ВАТ «Одесасільмаш».

### Фінанси
Група володіла банками «Приватбанк» і «Москомприватбанк» (Росія). 28 квітня 2014 російський Бінбанк завершив купівлю «дочки» ПриватБанку «Москомприватбанк». 18 грудня 2016 Кабінет Міністрів України ухвалив рішення про перехід ПАТ «Приватбанк» у стовідсоткову державну власність.

### Медіа
У 2007 році «Приват» за 110 млн доларів придбав 3 % акцій компанії Central European Media Enterprises Ltd, яка контролює телеканал «1+1». Станом на 2008 рік, Боголюбов був партнером Ложкіна, який вів такі спільні проекти як журнал «Фокус» і «Комсомольская правда в Украине».
Коломойський, станом на 2008 рік, був партнером Третьякова в «Главреді», якому належить УНІАН, «Профіль» і ряд інших видань.
Станом на 2018 рік Коломойський контролює і є безпосереднім власником 1+1 Media.

### Транспорт
«Приват» займає важливе місце в галузі пасажирських авіаперевезень України, часами мала майже монопольне становище на ринку. До складу групи входять між іншим такі авіакомпанії:
- Windrose Airlines
- Міжнародні авіалінії України (збанкрутувала 2023 року)
- Аеросвіт (збанкрутувала 2013 року)
- Дніпроавіа (збанкрутувала 2017 року)
- ДонбасАеро (збанкрутувала 2013 року)

## Вплив на політику
Як писав Forbes, Милославський сформулював принцип «бізнесмени не повинні йти в політику, вони повинні впливати на чиновників через інші канали», і Коломойський і Боголюбов його підтримували. Хоча Мартинов в 1996 році був обраний депутатом Дніпропетровської обласної ради.
За визнанням Коломойського, він особисто витратив до п'яти мільйонів доларів на підтримку Помаранчевої революції та до 40 мільйонів доларів на дві виборчі кампанії «Нашої України» 2006 і 2007 років, а також підтримував ряд інших проектів. Водночас, за його словами, Мартинов — «глибоко аполітична людина», а Боголюбов є категоричним противником участі в політичному житті. Мартинов все ж був присутній у виборчому списку Селянської партії на виборах 2006 року. Коломойському в 2006 році Янукович пропонував увійти в список Партії регіонів, але він відмовився.